# 塔利緬卡區

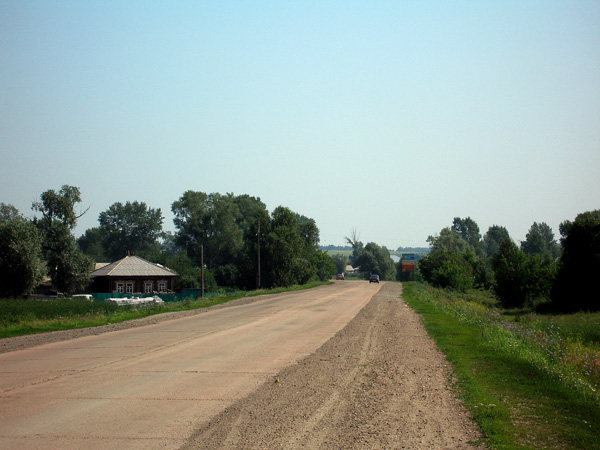

塔利緬卡區（俄语：Тальменский район），是俄羅斯的一個區，位於該國南部，由阿爾泰邊疆區負責管轄，面積3,914平方公里，2010年人口46,770，人口密度每平方公里11.95人。